# 萬聖教堂
萬聖教堂（英語：All Hallows-by-the-Tower）是位於英國倫敦市的一座教堂，奉獻給聖馬利亞，屬於聖公會。這座教堂始建於675年，是倫敦歷史最古老的教堂之一。在第二次世界大戰期間，萬聖教堂曾經遭到德軍轟炸，但得到修復並在1957年重新使用。

## 外部連結
- 官方网站
- Location map （页面存档备份，存于） (Multimap.com)
- Mystery Worshipper Report at the Ship of Fools website
- London Landscape TV episode (6 mins) about All Hallows By The Tower church